# Vi de la terra de Formentera
El Vi de la terra de Formentera és una indicació geogràfica utilitzada per designar els vins tradicionals de l'illa de Formentera. La indicació està regulada per reglament del 3 d'agost del 2004. Predominen els vins negres de monestrell.

## Història
Una de les activitats agràries amb més tradició a l'illa de Formentera és la vitivinicultura. Ja es troben referències que demostren l'existència d'aquesta activitat a Formentera a la carta d'infeudació de 1246, en la qual Guillem de Montgrí encomana a Berenguer Renard la repoblació de l'illa. S'hi destaca l'existència d'unes vinyes a la Mola concedides a uns ermitans, possiblement de l'orde de Sant Agustí.
El cultiu de la vinya segurament es va continuar fins al segle xiv, en el qual l'illa de Formentera es va quedar totalment despoblada a causa de la pesta negra i, per tant, es va abandonar també aquest cultiu. En el segle xviii s'inicia un moviment migratori d'eivissencs cap a Formentera, que va donar lloc a la segona i definitiva repoblació. A partir d'aquest moment, la vitivinicultura de Formentera anirà en augment. En el segle xviii hi havia 79.000 ceps sembrats, i la producció de vi era de 114 hectolitres. Aquesta producció experimentà un important augment gràcies a la construcció el 1879 del celler de Can Marroig, amb una capacitat per a 500 hectolitres.
Actualment la vitivinicultura és una de les principals activitats agràries de Formentera. Hi ha sembrades més de 60 ha de vinya, la qual cosa representa el 12,5% del total de la superfície agrícola utilitzada. La varietat tradicional i predominant és la monastrell, ja que prop d'un 44% de la vinya és d'aquesta varietat.
Així i tot a l'illa hi ha altres tipus de parra, alguns d'ells són veritables supervivents de la fil·loxera, ja que aquesta epidèmia que arrasà arreu de la Península i les altres illes no arribà a arribar mai a l'illa de Formentera. Algunes espècies de parra que poden trobar-se són: granatxa blanca i negra, raïm serra, batista, valent blanc, morsecà, ferranes, maduixa, moscatell, palop blanc, rosat i negre, grec blanc (molt escàs), giró, maçanet, manset, giró boval, fogoneu, mula, mamella de vaca, "juanillo" i xampan. Alguns d'ells estan mig extingits de les vinyes tot i que alguns altres tipus són molt comuns i usuals. No tots aquests raïms es destinen a l'elaboració del vi, ja que alguns es destinen al consum alimentari, com el palop.

## Geografia
El cultiu de vinya a l'illa de Formentera es realitza sobre sòls arenosos i/o argilosos. Presenta un clima mediterrani subtropical sec, que es caracteritza per un elevat nombre d'hores de sol, estius de temperatura i humitat elevades, i hiverns amb temperatures moderades. Les pluges són escasses i amb dos màxims al mes d'octubre. La temperatura mitjana anual és superior als 18 °C i la precipitació total anual és al voltant de 450 mm, que pot arribar a ser de només 300 mm a la zona nord de Formentera.
La vinya és un cultiu estès per tota l'illa, molt ben adaptat a les condicions climàtiques i edàfiques de la zona.

## Vinificació
Les varietats de raïm emprades per a l'elaboració de Vi de la terra de Formentera són: 
- Negres: monestrell, fogoneu, ull de llebre, cabernet sauvignon i merlot
- Blanques: malvasia, premsal blanc, chardonnay i viognier.

Per garantir l'origen, únicament es poden elaborar i embotellar vins produïts a partir de raïms de l'illa de Formentera.
Els vitivinicultors Formentera s'han especialitzat en l'elaboració de vins negres i rosats. Són vins generalment d'elevada graduació. Els vins negres, majoritàriament joves, es caracteritzen per la seva elevada capa, de color grosella i tonalitats violetes, són brillants, nets i pot apreciar-se una llàgrima densa i lenta. En la fase olfactiva predominen les aromes primàries, especialment la fruita madura: maduixes o grosella i a fruita en compota: pruna o figa. En boca són vins robusts, amb cos, tànnics, ben estructurats i equilibrats. El regust és perllongat i de naturalesa afruitada.
La graduació alcohòlica mínima és:
- Blanc: 11,5°
- Rosat: 12,0°
- Negre: 12,5°